# Swertia tischeri
Swertia tischeri är en gentianaväxtart som beskrevs av Emilio Chiovenda. Swertia tischeri ingår i släktet Swertia och familjen gentianaväxter. Inga underarter finns listade i Catalogue of Life.